# Солодирі
Соло́дирі — село в Україні, у Хорошівській селищній територіальній громаді Житомирського району Житомирської області. Населення становить 390 осіб (2001).

## Географія
Загальна площа села — 1,35 км².
Солодирі розташовані в межах природно-географічного краю Полісся і за 10 км від центру громади — міста Хорошів. Найближча залізнична станція — Нова Борова, за 29 км.

## Населення
За даними перепису 2001 року населення села становило 390 осіб, з них 99,49 % зазначили рідною українську мову, а 0,51 % — російську.

## Історія

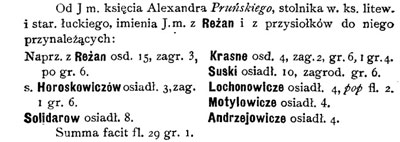
Одна з перших згадок про Солодирі у реєстрі побору Київського воєводства 1581 року: власник Олександр Пронський виплачує подимний податок із Рижан, Горошковичів і Солодирів

Село було засноване перед 1581 роком, воно згадується у реєстрі побору Київського воєводства 1581 року як маєток Олександра Фридриховича Пронського. У 1628 році село було власністю Стефана Немирича. У 1650 році, в часи контрреформації в Речі Посполитій, релігійний дисидент Даніель Цвікер із Ґданська через свої переконання був змушений переховуватися від переслідування на Поліссі в общині братів-социніан Немиричів на замках у Горошках і Черняхові. Вчений лікар і богослов займався тут лікарською практикою і досліджував фауну поліських боліт, він створив найдетальнішу карту Полісся, на якій позначив поширення польської кошенілі, з якої виготовляли цінний барвник червоно-пурпурового кольору — кармін. На цій карті, вигравіюваній Вільгельмом Гондіусом і виданій у 1650 році у Ґданську, село позначене як Solodyry (Солодири). У 1754 році Sołodyry (пол. Солодири) як частина Горошківського маєтку, до якого входили й інші села, належали спадкоємцям Немиричів, але село перебувало в оренді у пана Хажевського. Мешканці Солодирів були парафіянами церкви Покрови Пресвятої Богородиці в сусідньому Сколобові, метричні книги з якої, починаючи з 1797 року, зберігаються у Державному Архіві Житомирської області.
У 1860 роках в Солодирах оселились німецькі переселенці. Їх вабила чудова природа України. Клімат м'який. Сонця багато. Земля — першокласний чорнозем. А якщо прикласти знання, праця, любов і догляд, то капітал виростав, як на дріжджах. Пшеницю збирали по 100 пудів з гектара. Чутки розліталися швидко, і німецький народ рушив в Україну, облаштовувався і ставав на ноги. Приїжджали меноніти, померанці, мандрівні силезькі лісоруби, шваби і брандербуржці. Їхали з Данцига, Торуня, Галичини і Прусії. Переселялися німці-суконщікі і вільні селяни з Польщі.
Німці зовсім не збиралися колонізувати незнайомий дикий край — ці скромні, працьовиті люди хотіли просто вибратися з нужди і злиднів. Хотіли прогодувати свої сім'ї, щось заробити, щоб залишилося дітям у спадок. Хотіли щоб їх ніхто не тривожив. Хотіли безперешкодно молитися Богу за канонами своєї релігії і ростити в мирі своїх дітей.
Колоністи привозили передову західну культуру, працьовитість і вміння господарювати. Брали наділи у польських панів в оренду, а потім викуповували.
Кругом — квітучі луки, чудові пасовища, багато лісів. Ліси старі, могутні. У них повно горіхів, грибів, ягід, кроликів, вовків і всякої птиці Багато дерев мали дупла, дупла були заповнені дикими бджолами і запашним солодким медом. Звідси і назва села: з двох українських слів «солодкий» і «діра», тобто «дупло».
Солодкі діри, тобто Солодирі.
Для перших німецьких переселенців тут були тяжкі дні. Треба було корчувати ліс, осушувати землю, займатися землеробством і скотарством, охороняти худобу від диких звірів. Жили в
Спочатку в землянках. Потім будували будинки. Першими громадськими будівлями в колоніях завжди були церква і школа.
1883 року німецька громада отримала дозвіл на відкриття іновірної школи в Солодирях, де навчалося згодом 66 дітей німецьких поселенців з навколишніх сіл і колоній.
Намці розповідали, що «перші колоністи заробляли ранню смерть, другі — ситий шлунок, треті — солодке життя». Через село протікала невеличка річечка Ірша. Село знаходилося в 18-и кілометрах від центральної садиби німецької колонії «Heimtal» в Ємільчине, з великим лютеранським приходом «Геймталь», який налічував 3000 парафіян. Її українське назва — «Стара Буда». У 10 кілометрах був райцентр Пулини, а там і до Житомира недалеко, в якому німцім приваблював величезний базар.
У селі всі люди жили дружно, без проблем: німці, євреї, українці, поляки, чехи, росіяни. Як одна сім'я. Діти підростали і одружувалися між собою, незважаючи на різні національності. нас
поважали, говорили: «На німцях можна вдома будувати, вони — надійні партнери». Українці називали дітей німецькими іменами, в честь доброго сусіда або справжнього друга. Віталися словами: «Дякуйте Ісусу!», Відповідали: «Хваліть його!» Дякували не сьогоднішнім «спасибі», а повністю — «Спаси Бог!».
На мапі 1911—1912 років населений пункт позначений як колонія Солодирі.
Перед Першою світовою війною в селі проживав 371 чоловік. Була своя школа, магазин, сушарка для тютюну, німецьке і православне кладовище.
Був православний молитовний будинок з дзвіницею, лютеранська церква. Попа не було, був диякон.
У 1866 році утворилася ще одна громада евангелістіческіх баптистів, які приїхали з Польщі. А в 1906 році побудували найбільший в окрузі великий баптистський молитовний будинок з червоної
цегли на 1500 місць і з балконом — ще на 500 осіб. У ньому був навіть басейн для хрещення. На службу збиралися жителі всіх найближчих сіл і хуторів. Богослужіння відвідували неодмінно ошатними. Одягали все найкраще. Тільки в церковному духовому оркестрі було 85 музикантів.
Ще до 1914, перед війною російською владою були прийняті «ліквідаційні закони». З географічної карти зникли німецькомовні назви поселень. Заборонили всі німецькі громадські організації та німецькомовні видання. Ставлення до німців стало гірше. Багато німців стали виїжджати хто в Америку, хто — в Пруссію, деякі — в Прибалтику, великими групами перебиралися в Сибір і на Далекий Схід, деякі переселялися в глиб України.
На самому початку війни, в німецьких колоніях, влада відразу розпустила обраних сільських старост — шульців і обершульцев. Замість них російська влада направила своїх начальників, які опікувались відбором в селян продовольства для армії.
У 1914 російський царат вирішив вислати назавжди всіх німців з європейської частини Росії за Урал. Для початку, після поразок у війні, російський цар вирішив залишити уздовж фронту противнику мертву пустелю шириною в 150 кілометрів. Тільки за шість днів з Волині відправили 70.000 безвинних трудяг-колоністів, жінок, дітей, старих і старих, здорових і хворих — всіх наших німців-поселян. Потім, ще 130.000 російських німців насильно, як ворогів і шпигунів, виселили з Волині. Майже 500 волинських колоній припинили своє існування.
Частина німців повернулася в Солодирі наприкінці 1917 року. Але й вони згодом були або виселені, або вбиті владою СРСР.
У 1930 році в селі засновано школу. 1977 року в ній залишають тільки початкові класи, а на початку 1980-х років Солодирську неповну середню школу закривають.
У 1932–1933 роках село постраждало від Голодомору. Тоді у Солодирях були зафіксовані масові виступи селян, які мали на меті розібрати відібране радянською владою зерно і картоплю, а також звільнити із сільради затриманих організаторів. У березні 1933 року троє учасників акції було приговорено до розстрілу, 9 — відправлено у концтабори, один висланий у Північний край.
У 1923—54 роках — адміністративний центр колишньої Солодирівської сільської ради Володарсько-Волинського району.
3 серпня 2016 року увійшло до складу новоутвореної Хорошівської селищної територіальної громади Хорошівського району Житомирської області.